# Puente de Montañana
Puente de Montañana (en catalán: El Pont de Montanyana) es un municipio de la provincia de Huesca, en la comunidad autónoma de Aragón, España. Pertenece a la comarca de Ribagorza y al partido judicial de Barbastro. Está situado a orillas del río Noguera Ribagorzana. Está situado sobre el límite entre la Franja y la comarca del Pallars Jussà, por lo que la parte más oriental del núcleo es administrativamente del municipio de Tremp, en la provincia de Lérida.
La iglesia parroquial, de factura moderna, tiene una portada plateresca y está dedicada a San Armengol. Las fiestas locales se celebran del 14 al 16 de agosto en honor de San Roque.

## Geografía
El municipio está formado por los siguientes núcleos de población: Colls, Montañana, La Mora de Montañana, Puente de Montañana (cabecera del municipio) y Torre de Baró.
Población a la que se accede a través de un puente colgante. En su casco urbano se encuentran calles estrechas con arcos y pasadizos, y viviendas de piedra con soportales o puertas doveladas.
Cuenta con la posibilidad de realizar excursiones en barco o todoterreno en la zona del embalse de Canelles. De esta localidad parte el Gran Recorrido GR 1 Sendero Histórico, hasta Sos del Rey Católico, con 315 km y ocho etapas.
Las siguientes rutas de senderismo pasan por la localidad:
- GR-1
- PR-HU 45 : finaliza aquí su trayecto.

## Economía
Al estar regado por el Noguera Ribagorzana el municipio gozó de una tradición industrial de telares de sábanas y de trapos, y una harinera, que en la actualidad ha desaparecido. Sólo se mantiene en funcionamiento la central hidroeléctrica, alimentada, agua abajo del Pont, por una derivación del Noguera tomada en Sopeira. 
Antiguamente Puente de Montañana era un centro de servicios y administración importante en la Ribagorza central, ya que prestaba servicio de escuela y médico en 26 pueblos de los alrededores. Debido a la despoblación de la zona, la escuela se encuentra cerrada y el médico realiza consultas sólo un día a la semana. 

## Demografía
Puente de Montañana cuenta con una población de 95 habitantes (INE 2024).
| Gráfica de evolución demográfica de Puente de Montañana entre 1842 y 2021 |
| |
| Población de derecho según los censos de población del INE Población de hecho según los censos de población del INEEn este censo se denominaba Montañana y El Puente: 1842 En estos censos se denominaba Montañana: 1857, 1860, 1877, 1887, 1897, 1900, 1910, 1920, 1930, 1940 y 1950 Entre el censo de 1857 y el anterior, crece el término del municipio porque incorpora a 225085 (Colls), 225171 (La Mora de Montañana) y 225255 (Torre de Baro) |

## Administración y política
El actual alcalde es José Peris Morancho  (PSOE-Aragón), el cual gobierna con mayoría absoluta.
| Período   | Alcalde                 | Partido |  |
| --------- | ----------------------- | ------- |  |
| 1979-1983 | José Cambray Laporta    | UCD     |  |
| 1983-1987 |                         |         |  |
| 1987-1991 |                         |         |  |
| 1991-1995 |                         |         |  |
| 1995-1999 |                         |         |  |
| 1999-2003 |                         |         |  |
| 2003-2007 |                         |         |  |
| 2007-2011 | Ricardo Armengol Rosell | PSOE    |  |
| 2011-2015 | Javier Bergua Salazar   | CDF     |  |
| 2015-2019 | Javier Bergua Salazar   | PSOE    |  |
| 2019-act. | José Peris Morancho     | PSOE    |  |

| Partido político                                   | 2023     | 2023  | 2023       | 2019  | 2019  | 2019       | 2015  | 2015  | 2015       | 2011  | 2011  | 2011       | 2007  | 2007  | 2007       |
| Partido político                                   | %        | Votos | Concejales | %     | Votos | Concejales | %     | Votos | Concejales | %     | Votos | Concejales | %     | Votos | Concejales |
| Partido de los Socialistas de Aragón (PSOE-Aragón) | No disp. | 44    | 3          | 64,78 | 46    | 2          | 76,06 | 54    | 4          | 76,06 | 54    | 4          | 69,44 | 75    | 1          |
| Partido Popular de Aragón (PP)                     | No disp. | 6     | 0          | 30,98 | 22    | 1          | 21,13 | 15    | 1          | 21,13 | 15    | 1          | –     | –     | –          |
| Partido Aragonés (PAR)                             | No disp. | 2     | 0          | 2,81  | 2     | 0          | 1,41  | 1     | 0          | 1,41  | 1     | 0          | –     | –     | –          |
| Los Verdes-Grupo Verde (LV-GV)                     | –        | –     | –          | –     | –     | –          | –     | –     | –          | –     | –     | –          | 13,89 | 15    | 0          |
| Chunta Aragonesista (CHA)                          | –        | –     | –          | –     | –     | –          | –     | –     | –          | –     | –     | –          | 12,04 | 13    | 0          |